# 지로덱테스
지로덱테스(영어: chirodectes maculatus)는 상자해파리과에 속하는 해파리이다. 

## 개요
1997년 5월 2일, 오스트레일리아 퀸즐랜드 북동쪽 해안에서 약 43km(27mi) 떨어진 그레이트배리어리프 외곽에서 포착되었다. 지로덱테스는 지표면에서 5미터(16피트) 이내에 발견되었고, 높이는 약 15cm(5.9인치)이다. 지로덱테스를 처음 기술한 연구원들은 지로덱테스가 1997년에 발생한 사이클론 저스틴에 의해 그 지역으로 옮겨졌을 것이라고 추측했다.
지로덱테스는 1997년 비디오에서 캡처한 4장의 사진이 2005년 퀸즐랜드 박물관의 학술지 회고록에 실렸다.
2022년, 파푸아뉴기니 해안에서 한 스쿠버다이버에 의해 지로덱테스 해파리가 촬영되었는데, 지로덱테스를 처음 기술한 해양생물학자 리사앤 거슈윈이 조사하게 되었다. 1997년과 2022년 영상을 비교해서 거슈윈이 새로운 종을 묘사할 가능성이 높다고 확신했었지만, 아직 공식적으로 분류되지 않았다.

## 인체에 미치는 영향
지로덱테스의 손과 팔뚝은 찌르거나 붙이지 못하기 때문에 사람을 쏘인 사례는 없지만, 높이가 크고 지로덱테스 자체가 독성이 있는 것으로 추정된다. 